# Michèle Chardonnet
Michèle Chardonnet (Tolone, 27 ottobre 1956) è un'ex ostacolista francese.

## Palmarès
- Giochi olimpici

Los Angeles 1984: bronzo nei 100 metri ostacoli.
- Giochi del Mediterraneo

Casablanca 1983: oro nei 100 metri ostacoli.